# Scipione Tadolini

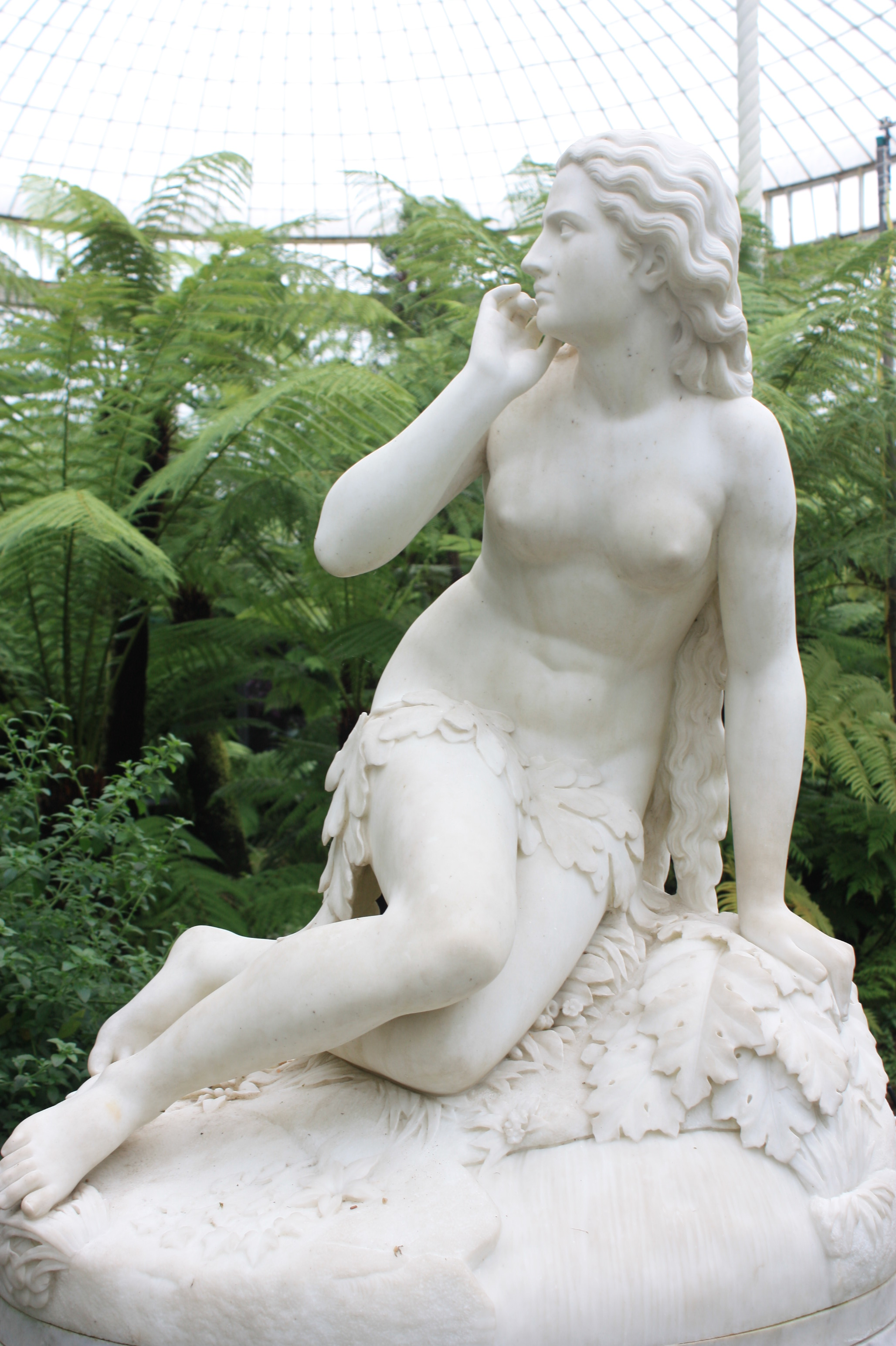
Eva di Scipione Tadolini, Kibble Palace, Glasgow

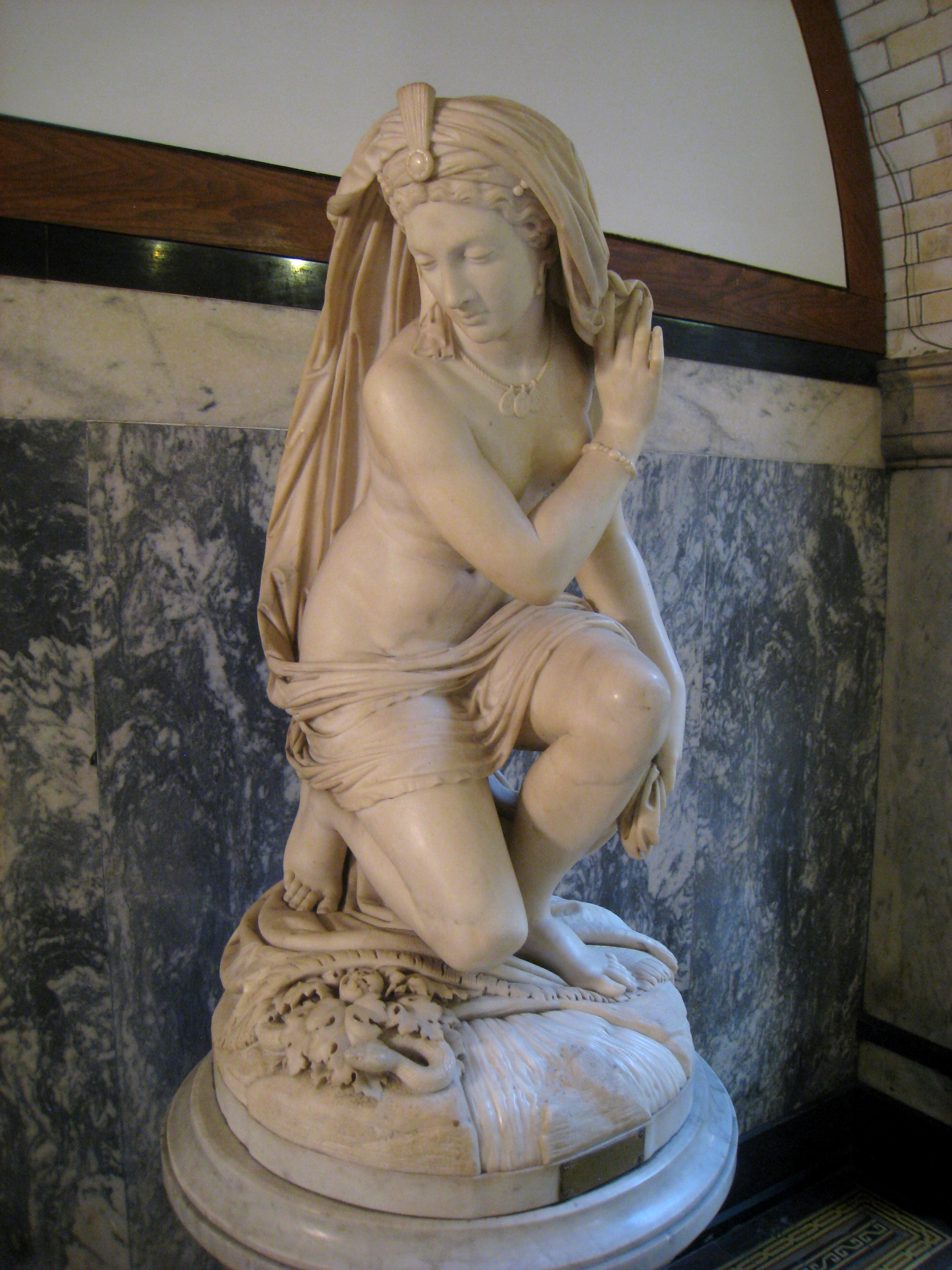
Georgian Surprised at the Bath by Scipione Tadolini

Scipione Tadolini (1822 – 1893) è stato uno scultore italiano della famiglia Tadolini.

## Biografia
Era figlio dell'intagliatrice Serafina Passamonti e dello scultore Adamo Tadolini (1788 – 1868), uno degli assistenti principali di Antonio Canova. Era fratello dello scultore Tito Tadolini (1828-1910), e padre dello scultore Giulio Tadolini (1849–1918). Le sue opere rappresentano in forma romantica la tradizione neoclassica.
Tadolini fu avviato al lavoro di artista nello studio del padre. La sua opera più nota è la Ninfa Pescatrice del 1846. Durante la sua carriera, creò la statua di Santa Lucia  per la chiesa di Santa Lucia del Gonfalone a Roma, un busto di Vittorio Emanuele II, un ritratto equestre di Simon Bolivar per Lima, Peru, e San Michele sconfigge Satana, commissionato dal mercante Gardner Brewer ora visibile presso il Boston College. Lo studio della sua famiglia, a Roma, in Via del Babuino 150 a-b, è stato restaurato ed è divenuto il Museo Atelier Canova Tadolini, che conserva lavori del Canova e della famiglia Tadolini.

## Opere
- Ninfa Pescatrice (Nymph Fishing), 1846
- Seated Female Fishing, 1858
- San Michele sconfigge Satana, Boston College, USA, 1865-9
- La schiava greca, 1871
- Eva, presso il Kibble Palace, Giardino Botanico, Glasgow, c. 1875
- Ceres e Bacchus, 1881
- Figura di Odalisca, 1882
- Re Vittorio Emanuele II presso Senato, Roma.